# Sant Just i Sant Pastor de Cerc
Sant Just i Sant Pastor de Cerc és una església romànica d'Alàs i Cerc (Alt Urgell) protegida com a Bé Cultural d'Interès Local.

## Descripció
Església d'una sola nau amb absis i una capella afegida al N. Nau coberta amb volta de canó, arc preabsidial apuntat. Construcció en filades, especialment visible al frontis. Porta adovellada. Té dues finestres, una al costat de l'Epistola i una al mig de l'absis, les dues adovellades i de doble esqueixada. Damunt la porta hi ha un ull de bou i campanar de cadireta.